# Ucuetis
Ucuetis est une divinité mineure du monde celtique gaulois antique. Un monument lui est notamment dédié dans la ville mandubienne d'Alésia. Il semble être un dieu lié au monde métallurgique.

## Corpus épigraphique

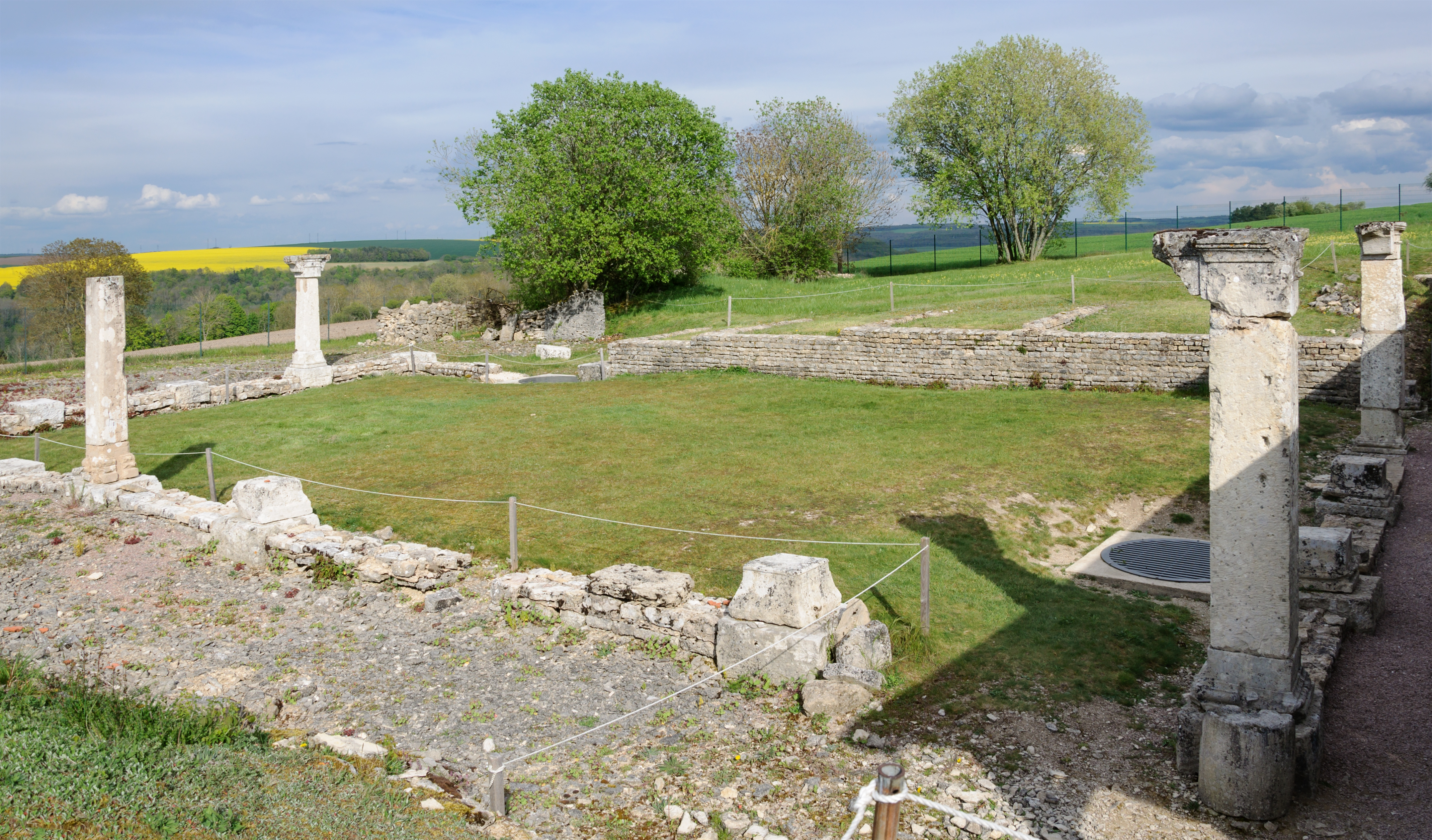
Vestiges du monument d'Ucuetis sur le site archéologique d'Alésia

Son existence nous est connue par deux inscriptions. La première est en gaulois et en alphabet latin. Elle est découverte en 1839 à Alise-Sainte-Reine. Dénommée pierre de Martialis, elle a mené à la découverte du bâtiment appelé aujourd'hui le « monument d'Ucuetis ». Cette inscription Martialis Dannotali ieuru Ucuete sosin celicnon, etic gobedbi dugiiontiio Ucuetin in Alisia est traduite par « Martialis, fils de Dannotalos a offert à Ucuetis ce bâtiment, et cela, avec les forgerons qui honorent Ucuetis à Alise ».
Le monument d'Ucuetis d'Alise-Sainte-Reine a livré une seconde dédicace au dieu, en langue latine et mentionnant également le nom d'une déesse gauloise, Bergusia, considérée aujourd'hui comme la parèdre d'Ucuetis. Cette inscription, Deo Ucueti / et Bergusiae / Remus Primi fil(ius) / donavit / v(otum) s(olvit) l(ibens) m(erito), se traduit « Aux Divinités Ucuetis et Bergusia, Remus fils de Primus a donné, en accomplissement de son vœu ».
Une troisième inscription, en latin, est susceptible de lui être rapportée. Contrairement aux deux autres, celle-ci n'a pas été trouvée sur le site d'Alésia, mais sur le site proche d'Entrains-sur-Nohain.

## références
1. ↑  CIL 13, 2880
2. ↑  Pierre-Yves Lambert, La langue Gauloise, éditions Errance, 2003
3. ↑  Antoine Héron de Villefosse, Inscription votive découverte dans les dernières fouilles d’Alise-Sainte-Reine, Comptes rendus des séances de l'Académie des Inscriptions et Belles-Lettres, 52e année, no 7, p. 498-500, 1908. [www.persee.fr/doc/crai_0065-0536_1908_num_52_7_72313 Lire en ligne]
4. ↑  Venceslas Kruta, Les Celtes histoire et dictionnaire, Laffont, 2000.
5. ↑  CIL 13, 11247
6. ↑  Site de l'Arbre celtique